# 格雷斯頓 (喬治亞州)
格雷斯頓（英語：Gresston）是位於美國喬治亞州道奇縣的一個人口普查指定地區。

## 地理
格雷斯頓的座標為32°17′11″N 83°15′09″W / 32.28639°N 83.25250°W，而該地最高點為海拔高度121米（即397英尺）。

## 人口
根據2010年美國人口普查的數據，格雷斯頓共有人口91人。